# 百梁郡
百梁郡，中国南北朝时设置的郡。
南朝宋泰始七年（471年）置百梁郡，属越州。治所在百梁县（今广西合浦县东北）。辖境相当今广西壮族自治区合浦县等地。南齐下辖百梁县、始昌县。南梁、南陈沿置，隋文帝开皇九年（589年）隋灭陈，废百梁郡。